# Дэрроу, Барбара
Ба́рбара Дэ́рроу (англ. Barbara Darrow; 18 ноября 1931[…], Голливуд, Калифорния — 26 августа 2018, Лос-Анджелес, Калифорния) — американская актриса кино и телевидения.

## Биография
Барбара Дэрроу родилась 18 ноября 1931 года в Голливуде (город Лос-Анджелес, штат Калифорния, США). Отец — Джордж Уиттлингер (1895—1971), кинохудожник-пейзажист; мать — Элис Симпсон Уиттлингер, актриса немого кино; сёстры — Элис и  Мэделин. Последняя стала моделью (мисс Rheingold-1958) и актрисой, женой известного теннисиста Панчо Гонсалеса (1928—1995). Дядя — Джон Дэрроу (1907—1980), киноактёр. Барбара окончила старшую школу Голливуда. Начала работать моделью и вскоре была замечена «охотником за талантами» киностудии RKO Pictures. Таким образом, с 1950 года девушка начала карьеру киноактрисы. Широкой известности Дэрроу не получила: за 1950-е годы она снялась в восьми кинофильмах (два из них категории B; в четырёх случаях без указания в титрах) и в семнадцати эпизодах тринадцати телесериалов. В 1960 году появилась в одном кинофильме и одном эпизоде одного сериала, затем десять лет не снималась. С 1970 по 1977 год Дэрроу появилась ещё в десяти эпизодах четырёх телесериалов, и на этом её кинокарьера была окончена.
Барбара Дэрроу скончалась 26 августа 2018 года в Лос-Анджелесе. Похоронена на кладбище «Лесная Поляна» в Глендейле.
Личная жизнь
28 сентября 1956 года Дэрроу вышла замуж за кинопродюсера Томаса Д. Танненбаума (1932—2001), известного основанием медиаконгломерата Viacom. Свёкром девушки стал Дэвид Танненбаум (1899—1957) — мэр Беверли-Хиллз в 1952—1953 и 1956—1957 годах. Пара прожила вместе 45 лет до самой смерти мужа 1 декабря 2001 года. От брака осталось трое детей: дочери Мэделин Кристина и Одри (род. 1961), сын Эрик (род. 1963, стал продюсером, был президентом Columbia TriStar Television (1996—?)).

## Избранная фильмография
| В титрах указана - 1953 — Французский рейс / The French Line — Донна Адамс - 1956 — Гора / The Mountain — Симона - 1957 — Монстр, который бросил вызов миру / The Monster That Challenged the World — Джоди Симмс - 1958 — Королева космоса / Queen of Outer Space — Каил - 1960 — Большая история / Tall Story — Фрида Дженсен В титрах не указана - 1951 — Основания для брака / Grounds for Marriage — девушка - 1956 — Диана / Diane — фрейлина - 1956 — Всё лучшее в жизни — бесплатно / The Best Things in Life Are Free — Бренда | - 1957 — Театр General Electric / General Electric Theater — Райта (в эпизоде New Girl in His Life) - 1957—1958 — Шоу Джорджа Бёрнса и Грейси Аллен / The George Burns and Gracie Allen Show — разные роли (в 3 эпизодах) - 1957—1959 — Шоу Боба Каммингса / The Bob Cummings Show — разные роли (в 3 эпизодах) - 1958 — Майк Хаммер / Mickey Spillane's Mike Hammer — Шэрон О’Клоски (в эпизоде Hot Hands, Cold Dice) - 1958 — Отец-холостяк / Bachelor Father — Кэрол Спенсер (в эпизоде Bentley and His Junior Image) - 1959 — Питер Ганн / Peter Gunn — Вирджиния Пелгрэм (в эпизоде Edie Finds a Corpse) - 1959 — Отряд М / M Squad — Шелли Дейна (в эпизоде Model in the Lake) - 1959 — Кольт 45-го калибра / Colt .45 — Найта (в эпизоде Amnesty) - 1959 — Петля! / Tightrope! — Лоис (в эпизоде The Casino) - 1960 — Театр Alcoa / Alcoa Theatre — Линда Холландер (в эпизоде The Silent Kill) - 1970—1971 — Любовь по-американски / Love, American Style — разные роли (в 2 эпизодах) - 1972 — Миссия невыполнима / Mission: Impossible — владелица (в эпизоде Cocaine) - 1977 — ? / Switch — разные роли (в 2 эпизодах) |

На первой обложке журнала New York Sunday News[англ.], 29 августа 1954 года.
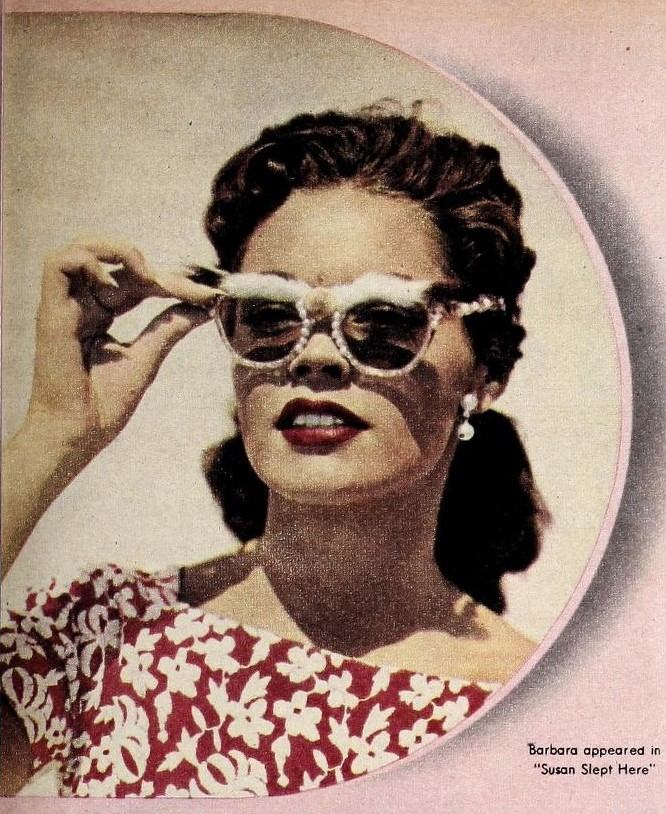
В журнале Photoplay, январь 1955 года. Фотограф — Фил Стерн[англ.].